# Felsőzubrica
Felsőzubrica (Felsőbölényes lengyelül Zubrzyca Górna [zubˈʒɨʦa ˈgurna], szlovákul Vyšná Zubrica) falu Lengyelországban, az egykori Nowy Sącz, a mai Kis-lengyelországi vajdaságban. Az egykori Nagy-Magyarország legészakibb településeként tartják számon. Közel 3000 lakosának nagy része lengyel nemzetiségű, de 10 és 20 százalék közötti hányada magát szlováknak vallja.

## Fekvése
Az Árvai-Beszkidek mérsékelt lejtőin fekszik, a 957-es út mentén, Jablonkától 10 km-re északnyugatra.

## Története
A falu 1620 körül keletkezett, amikor a Thurzó család engedélyével a Moniak család gyolcsot készítő műhelyeket és malmokat épített ide. Mateusz Moniak a vidék fellendítéséért 1674-ben nemesi rangot is kapott.
A 18. század végén Vályi András így ír róla: „ZUBRICZA. Alsó, és Felső Zubricza. Elegyes lengyel faluk Árva Várm. földes Urok a’ Kir. Kamara, Alsó a’ Felsőnek filiája; lakosaik katolikusok, fekszenek Beszkéd hegyének tövében, Tersztena Mezővároshoz öt mértföldnyire, Zubricza vize mellett, melly gyakran károsíttya határjaikat.”
Fényes Elek 1851-ben kiadott geográfiai szótárában így ír a faluról: „Zubricza (Felső), tót falu, Árva v. 1177 kath., 33 zsidó lak., kik elszórt házakban laknak. Kat. paroch. templom. 40 6/8 sessio. Nagy urasági sörfőzőház. Vászon kereskedés. F. u. az árvai uradalom.”
A 20. század elején nevét Felsőbölényesre magyarosították, de ez nem bizonyult maradandónak. A trianoni diktátumig Árva vármegye Trsztenai járásához tartozott.
Egyike a trianoni diktátum aláírása után egy hónappal – a belgiumi Spa-ban tartott diplomáciai konferencia által – Lengyelországnak ítélt tizennégy felső-árvai falunak. 1939 és 1945 között a Szlovák Köztársasághoz tartozott.

## Látnivalók
- Római katolikus templomát is a Moniakok építtették, ennek helyén épült fel a barokk Szent Mihály plébániatemplom. Értékes főoltárát tiroli fafaragók készítették.
- A Moniak-kúria területén épült fel az Árvai Néprajzi Park, ahol a környék népi építészeti alkotásai láthatók.